# نشأت جهانداري
نشأت جهانداري ، طيار إيراني. وهي أول امرأة إيرانية تقود طائرة ركاب. وهي تحمل حاليًا ثلاثة أرقام قياسية في تاريخ الطيران الإيراني، بما في ذلك أول طيارة إيرانية في ظل الجمهورية الإسلامية ، وأول طيارة طيران إيرانية،  وأول طاقم نسائي بالكامل.  إنها تطير بطائرة MD80 . أصبحت مشهورة بعد انتشار الفيديو الافتتاحي لها.
لقد قطعت 3000 ألف ساعة طيران وهي أصغر كابتن طائرة طيران إيرانية والوحيدة من فئة MD80. 

## وقت مبكر من الحياة
بدأت جهانداري دروس الطيران في سن 17 عامًا، أثناء دراستها للحصول على شهادتها في تكنولوجيا هندسة الطيران. واعترفت جهانداري في إحدى المقابلات بأنها حصلت على رخصة الطيران قبل حصولها على رخصة القيادة.[بحاجة لمصدر]</link>

## حياة مهنية
وفي حين لا يوجد قانون في الدستور الإيراني يمنع النساء من أن يصبحن طيارات، إلا أن جهانداري اعترف بأن الكثيرين يعتبرونها مهنة ذكورية. لقد نجحت في أن تصبح طيارًا لشركة Zagros Airlines . استخدمت منصتها على وسائل التواصل الاجتماعي لتشجيع النساء على اتباع شغفهن، خاصة في البلدان التي يفصل فيها القانون بين الوظائف. 
أصبحت جهانداري معروفة عالميًا كأول طيارة إيرانية منذ الثورة الإيرانية . أصبحت جهانداري أول قائدة معتمدة لإيران في يوليو 2019  حصلت على أربعة خطوط، وهي مؤهلة للسيطرة الكاملة على الطائرة، إما بمفردها أو بدعم من مساعد الطيار. في صناعة الطيران.  بدأت حياتها المهنية كطيارة مع خطوط زاغروس الجوية بعد اجتياز اختباراتها. في أكتوبر 2019، أصبحت جهانداري وفوروز فيروزي أول طاقم نسائي بالكامل في إيران. وقد تم تهنئتهم من قبل الرئيس التنفيذي لشركة إيران للطيران فرزانه شرف بافي .

## الحياة الشخصية
جهانداري يقود الطائرة MD80 لشركة طيران زاغروس . تزوجت من فاربود شاهباساندي، الذي تقول إنه كان أحد الأشخاص القلائل الذين ألهموها وشجعوها لتصبح طيارة.  ويعيش الزوجان في طهران ومشهد . أصبحت جهانداري بارزة على وسائل التواصل الاجتماعي بعد إنجازيها الرئيسيين، حيث انتشرت العديد من مقاطع الفيديو الخاصة بها على وسائل التواصل الاجتماعي لخطوط زاغروس الجوية. تستغل وقت فراغها للتأثير على الشابات الإيرانيات لتحقيق أحلامهن.